# The Quiet Ones
The Quiet Ones (bra: A Marca do Medo; prt: The Quiet Ones - Experiência Sobrenatural) é um filme britano-estadunidense de 2014, dos gêneros suspense e terror, dirigido por John Pogue.